# Familia Leakey
Familia Leakey se referă, mai ales, la trei generații de arheologi, antropologi și paleoantropologi kenieni de origine britanică, originând cu cuplul Louis și Mary Leakey. Unul dintre cei trei fii ai lor, Richard Leakey, respectiv soția acestuia Meave Leakey, dar și fiica lor, Louise Leakey au pășit pe urmele lui Louis și Mary, fiind, de asemenea, arheologi, antropologi și paleoantropologi.
Familia Leakey extinsă se mai poate referi la alți britanici, cu același nume de familie, printre care se pot enumera și James Leakey, pictor peisagist britanic, Caroline Leakey, fiica acestuia, scriitoare britanică, emigrată în Tasmania, părinții lui Louis Leakey, Harry Leakey (nepotul pictorului) și Mary (May) Bazett Leakey, dar și alții, precum militarii Rea Leakey și Nigel Leakey.

## Cheile Olduvai
Louis și Mary Leakey au petrecut mai bine de 20 de ani săpând în Cheile Olduvai, la sud de Câmpia Serengeti, în Kenya. Din această zonă s-au scos la iveală obiecte extraordinare. Au găsit multe oase de animale și unelte din piatră realizate de hominizii care au trăit cu milioane de ani în urmă. Mary și Richard Leakey au descoperit împreună oase de hominizi de o importanță extraordinară, transformând zona într-unul dintre cele mai importante situri arheologice din lume.

## Laetoli
În 1978, Mary Leakey a mai făcut o descoperire excepțională: urmele fosilizate a trei hominizi, păstrate în cenușă vulcanică la Laetoli, la sud-vest de Olduvai. Urmele au dovedit că Australopitecus avea o poziție verticală acum cel puțin 3,6 milioane de ani, mai devreme decât crezuseră oamenii de știință.

## Lacul Turkana
Richard Leakey a continuat munca părinților săi, făcând descoperiri importante la lacul Turkana, Kenya, și în alte situri din Africa de Est și Etiopia. El a găsit rămășițe ale lui Homo habilis datând de acum 1,88 milioane de ani.

## Date
- 1903: Se naște Louis Leakey, la Kabete, Kenya.
- 1913: Se naște Mary Nicol la Londra.
- 1936: Se sfârșește prima căsătorie a lui Louis și începe a doua, cu Mary.
- 1944: Se naște Richard Leakey.
- 1959: Mary îl descoperă pe Zinj, în Cheile Olduvai.
- 1961: Louis îl descoperă în Cheile Olduvai pe Homo habilis.
- 1972: Richard îl descoperă pe Homo habilis în zona lacului Turkana.
- 1972: Moare Louis Leakey.
- 1978: Mary descoperă urmele de la Laetoli.
- 1996: Moare Mary Leakey.